# Mameli (cantante)
Mameli, pseudonimo di Mario Castiglione (Augusta, 17 maggio 1995), è un cantautore italiano.

## Biografia

### Infanzia ed esordi
Nato nel 1995 ad Augusta (SR), Mario Castiglione all'età di vent'anni si è trasferito a Milano, dove ha iniziato poi a lavorare nel mondo della musica. Nel 2018 ha pubblicato due singoli prima di adottare lo pseudonimo Mameli, ovvero Come se non ci fossi stata mai e Per fortuna c'è il sole.

### 2018-2019: partecipazione adAmici 18eInno
Mameli si è fatto conoscere dal grande pubblico partecipando alla diciottesima edizione del talent show Amici di Maria De Filippi. Durante la sua partecipazione, l'artista ha pubblicato diversi inediti, tra cui il più popolare Ci vogliamo bene. Sebbene è arrivato alla fase serale del programma, non ha conquistato la vittoria. Alla fine di aprile 2019, è uscito il suo primo EP, Inno, seguito da altri brani inediti, come Latte di mandorla e Anche quando piove, quest'ultimo realizzato insieme ad Alex Britti. Nel corso dell'anno, Mameli ha intrapreso un tour promozionale per presentare il suo EP al pubblico.

### 2019-2020:Amarcord
Il 29 novembre 2019 è uscito il singolo Serata banale, seguito il 13 dicembre dalla collaborazione con il cantante Scrima nel brano Come quella sera. Il 24 gennaio 2020 ha pubblicato Non ci sei più, primo singolo che ha anticipato l'uscita del suo primo album in studio Amarcord, uscito in seguito e il quale contiene dieci tracce e due featuring quali Alex Britti e Lorenzo Fragola, dal quale è stato anche estratti i singoli Record e quello omonimo. Il 19 giugno dello stesso anno ha partecipato al singolo Senza di te, realizzato insieme al duo Sierra.

### 2021-2023: collaborazioni eCrepacuore
Il 2021 è iniziato con la partecipazione al singolo Freddo cane del gruppo musicale Rovere ed è seguito con il suo singolo Non cambi mai, assieme a Blind e Nashley.
L'anno successivo ha iniziato un percorso artistico con il cantante Lorenzo Fragola, con il quale nel corso dell'anno ha pubblicato i singoli Attraverso, Luna fortuna, Testa x aria e Happy che anticipano il loro album collaborativo Crepacuore pubblicato il 12 maggio 2023.

### 2023-presente:Fino all'ultimo respiroeEstate blu
Nel dicembre 2023 è tornato da solista con il singolo Clandestino (S1 E0), seguito a marzo 2024 con il singolo Mai love (S1 E1) e a maggio con Okay okay (S1 E2) che hanno anticipato l'EP Fino all'ultimo respiro pubblicato il 22 novembre 2024. Da quest'ultimo è stato estratto anche il singolo Mezz'ora d'amore (S1 E3).
Il 27 giugno 2025 ha pubblicato il singolo Serie crime, mentre l'11 luglio è stata la volta del terzo EP Estate blu, composto da 4 canzoni.

## Discografia

### Album in studio
- 2020 – Amarcord
- 2023 – Crepacuore (con Lorenzo Fragola)

### EP
- 2019 – Inno
- 2024 – Fino all'ultimo respiro
- 2025 – Estate blu

### Singoli
Come artista principale
- 2019 – Ci vogliamo bene
- 2019 – Latte di mandorla
- 2019 – Anche quando piove (con Alex Britti)
- 2019 – Serata banale
- 2020 – Non ci sei più
- 2020 – Mappa (con Mali)
- 2020 – Record
- 2020 – Senza di te (con i Sierra)
- 2020 – Amarcord
- 2021 – Non cambi mai (feat. Blind e Nashley)
- 2022 – Attraverso (con Lorenzo Fragola)
- 2022 – Luna fortuna (con Lorenzo Fragola)
- 2022 – Testa x aria (con Lorenzo Fragola)
- 2023 – Happy (con Lorenzo Fragola)
- 2023 – Clandestino (S1 E0)
- 2024 – Mai love (S1 E1)
- 2024 – Okay okay (S1 E2)
- 2024 – Mezz'ora d'amore (S1 E3)
- 2025 – Serie crime

Come artista ospite
- 2019 – Come quella sera (Scrima feat. Mameli)
- 2021 – Freddo cane (Rovere feat. Mameli)

### Autore per altri artisti
- 2021 – Tish – Internazionale
- 2021 – Tish – Parafulmine
- 2025 – Lorenzo Fragola – 1xte1xme

## Programmi televisivi
- Amici di Maria De Filippi 18 (Canale 5, 2018-2019) - concorrente